# Казахстан на пляжных Азиатских играх 2010
На 2-х пляжных Азиатских играх, проходивших 8—16 декабря 2010 года в столице Омана — Маскате, Казахстан представляли 26 спортсменов, соревновавшихся в шести видах спорта. По итогам Игр казахстанские спортсмены завоевали одну золотую и две серебряные медали и заняли одиннадцатое место в неофициальном командном зачёте.

## Медалисты
| Золото  | |                                                 |
| №       | Спортсмены | Вид спорта (дисциплина)                         |
| 1       | Мужская сборная Казахстана по водному поло (Алексей Демченко, Алексей Шмидер, Виктор Сальниченко, Рустам Укуманов, Мурат Шакенов, Александр Феночко, Михаил Рудай) | Пляжное водное поло (мужчины)                   |
| Серебро | |                                                 |
| №       | Спортсмены | Вид спорта (дисциплина)                         |
| 1       | Дмитрий Гааг | Триатлон (индивидуальные соревнования, мужчины) |
| 2       | Дмитрий Яковлев, Алексей Сидоренко | Пляжный волейбол (мужчины)                      |

## Марафонское плавание
| Дисциплина      | Спортсмен         | Результат       | Место |
| --------------- | ----------------- | --------------- | ----- |
| 5 км (мужчины)  | Бекше Жумагали    | 1:02:19.3       | 8     |
| 5 км (мужчины)  | Юрий Кудинов      | дисквалификация | -     |
| 10 км (мужчины) | Александр Труш    | 2:09:56.8       | 7     |
| 10 км (мужчины) | Юрий Кудинов      | дисквалификация | -     |
| 5 км (женщины)  | Диана Икрамова    | 1:11:04.8       | 6     |
| 5 км (женщины)  | Газиза Кумакбаева | 1:14:48.4       | 7     |
| 10 км (женщины) | Диана Икрамова    | 2:21:02.0       | 6     |
| 10 км (женщины) | Газиза Кумакбаева | 2:25:34.4       | 7     |

## Парусный спорт
| Дисциплина                   | Спортсмен                           | Результат | Место |
| ---------------------------- | ----------------------------------- | --------- | ----- |
| Лазер Радиал, открытый класс | Руслан Джангазов                    | 99        | 12    |
| Лазер Радиал, открытый класс | Владимир Щанкин                     | 116       | 16    |
| Хоби 16, открытый класс      | Галымжан Даригул, Анкар Калдыкожаев | 62        | 7     |

## Пляжное водное поло
| Место | Команда           | В | Н | П | ГЗ | ГП | +/- | Очки |
| ----- | ----------------- | - | - | - | -- | -- | --- | ---- |
| 1     | Казахстан         | 4 | 0 | 0 | 62 | 22 | +40 | 8    |
| 2     | Кувейт            | 3 | 0 | 1 | 44 | 38 | +6  | 6    |
| 3     | Саудовская Аравия | 2 | 0 | 2 | 39 | 43 | -4  | 4    |
| 4     | Сирия             | 1 | 0 | 3 | 32 | 49 | -17 | 2    |
| 5     | Индонезия         | 0 | 0 | 4 | 28 | 53 | −25 | 0    |

| 8 декабря 2010 года 11:00 UTC+4 | \| Индонезия \| 5:17 \| Казахстан \| \| Харахап 3 \| Голы \| Рудай 8 \| | Аль-Муссанах Спорт Сити, Маскат Судья: Абдулазиз аль-Рашеди |
| Индонезия                       | 5:17                                                                    | Казахстан                                                   |
| Харахап 3                       | Голы                                                                    | Рудай 8                                                     |

| 9 декабря 2010 года 14:00 UTC+4 | \| Сирия \| 5:14 \| Казахстан \| \| Айхам аль-Масри 3 \| Голы \| Укуманов 4 \| | Аль-Муссанах Спорт Сити, Маскат Судья: Анбар Анбар (Кувейт) |
| Сирия                           | 5:14                                                                           | Казахстан                                                   |
| Айхам аль-Масри 3               | Голы                                                                           | Укуманов 4                                                  |

| 10 декабря 2010 года 14:00 UTC+4 | \| Казахстан \| 18:3 \| Саудовская Аравия \| \| Укуманов 8 \| Голы \| Салех аль-Захрани 2 \| | Аль-Муссанах Спорт Сити, Маскат Судья: Тан Хонг Бун |
| Казахстан                        | 18:3                                                                                         | Саудовская Аравия                                   |
| Укуманов 8                       | Голы                                                                                         | Салех аль-Захрани 2                                 |

| 11 декабря 2010 года 15:00 UTC+4 | \| Казахстан \| 13:9 \| Кувейт \| \| Рудай 7 \| Голы \| Боссакхар, Аднан Кхан 3 \| | Аль-Муссанах Спорт Сити, Маскат Судья: Абдулазиз аль-Рашеди |
| Казахстан                        | 13:9                                                                               | Кувейт                                                      |
| Рудай 7                          | Голы                                                                               | Боссакхар, Аднан Кхан 3                                     |

## Пляжный волейбол

### Мужчины
| Спортсмены                        | Отборочный раунд                                              | Отборочный раунд | 1/8 финала                                   | 1/4 финала                         | 1/2 финала                                           | Финал                                         |
| Спортсмены                        | Результаты                                                    | Место            | 1/8 финала                                   | 1/4 финала                         | 1/2 финала                                           | Финал                                         |
| --------------------------------- | ------------------------------------------------------------- | ---------------- | -------------------------------------------- | ---------------------------------- | ---------------------------------------------------- | --------------------------------------------- |
| Дмитрий Яковлев Алексей Сидоренко | Читсамоне Соутхипанья, Тхаммасин Пхонгсаватх 2–0 21–12, 21-15 | Группа C 1       | Кэйсукэ Имаи, Юдзиро Хидака 2–0 21–13, 21-15 | Гао Пэн, Ли Цзянь 2–0 21–14, 28-26 | Хайтам аль-Шерейки, Ахмед аль-Хусни 2–0 21–17, 21-13 | У Пэнгэнь, Сюй Линьинь 1–2 16–21, 23-21, 3-15 |
| Дмитрий Яковлев Алексей Сидоренко | Тимур Акмурадов, Арслан Гилигов 2–0 21–8, 21-14               | Группа C 1       | Кэйсукэ Имаи, Юдзиро Хидака 2–0 21–13, 21-15 | Гао Пэн, Ли Цзянь 2–0 21–14, 28-26 | Хайтам аль-Шерейки, Ахмед аль-Хусни 2–0 21–17, 21-13 | У Пэнгэнь, Сюй Линьинь 1–2 16–21, 23-21, 3-15 |
| Дмитрий Яковлев Алексей Сидоренко | Адиб Махфуд, Ассар Мохаммед 2–0 21–14, 21-16                  | Группа C 1       | Кэйсукэ Имаи, Юдзиро Хидака 2–0 21–13, 21-15 | Гао Пэн, Ли Цзянь 2–0 21–14, 28-26 | Хайтам аль-Шерейки, Ахмед аль-Хусни 2–0 21–17, 21-13 | У Пэнгэнь, Сюй Линьинь 1–2 16–21, 23-21, 3-15 |

### Женщины
| Спортсмены                      | Отборочный раунд                                     | Отборочный раунд | 1/8 финала                                               | 1/4 финала                              | 1/2 финала | Финал     |
| Спортсмены                      | Результаты                                           | Место            | 1/8 финала                                               | 1/4 финала                              | 1/2 финала | Финал     |
| ------------------------------- | ---------------------------------------------------- | ---------------- | -------------------------------------------------------- | --------------------------------------- | ---------- | --------- |
| Татьяна Машкова Ирина Цимбалова | Аюми Кусано, Мики Ояма 2–0 24–22, 21-10              | Группа D 2       | Пхнонедани Доуангсаванх, Пани Нантхавонг 2–0 21–11, 21-9 | Хуан Ин, Юэ Юань 1–2 21–19, 19-21, 9-15 | не прошли  | не прошли |
| Татьяна Машкова Ирина Цимбалова | Уса Тенпаксее, Джарунее Саннок 0–2 19–21, 18-21      | Группа D 2       | Пхнонедани Доуангсаванх, Пани Нантхавонг 2–0 21–11, 21-9 | Хуан Ин, Юэ Юань 1–2 21–19, 19-21, 9-15 | не прошли  | не прошли |
| Татьяна Машкова Ирина Цимбалова | Клеменция Лопес, Мариазинья Оливейра 2–0 21–6, 21-11 | Группа D 2       | Пхнонедани Доуангсаванх, Пани Нантхавонг 2–0 21–11, 21-9 | Хуан Ин, Юэ Юань 1–2 21–19, 19-21, 9-15 | не прошли  | не прошли |
| Татьяна Машкова Ирина Цимбалова | Се Бэйшань, Лю Бисинь 2–0 21–10, 21-15               | Группа D 2       | Пхнонедани Доуангсаванх, Пани Нантхавонг 2–0 21–11, 21-9 | Хуан Ин, Юэ Юань 1–2 21–19, 19-21, 9-15 | не прошли  | не прошли |

## Тентпеггинг
| Дисциплина          | Спортсмен                   | Результат | Место |
| ------------------- | --------------------------- | --------- | ----- |
| Копьё, личный зачёт | Олег Чернов                 | 12.0      | 30    |
| Копьё, личный зачёт | Наталья Долгих              | 6.0       | 33    |
| Кольца и пеги       | Олег Чернов                 | 10.0      | 24    |
| Кольца и пеги       | Наталья Долгих              | 0.0       | 31    |
| Пары                | Олег Чернов, Наталья Долгих | 5.5       | 15    |
| Меч, личный зачёт   | Олег Чернов                 | 17.0      | 24    |
| Меч, личный зачёт   | Наталья Долгих              | 7.0       | 32    |
| Лимоны и пеги       | Олег Чернов                 | 24.0      | 20    |
| Лимоны и пеги       | Наталья Долгих              | 12.0      | 30    |

## Триатлон
| Дисциплина                            | Спортсмен      | Результат      | Место |
| ------------------------------------- | -------------- | -------------- | ----- |
| Индивидуальные соревнования (мужчины) | Дмитрий Гааг   | 1:51:39.89     | 2     |
| Индивидуальные соревнования (мужчины) | Дмитрий Смуров | не финишировал | -     |